# پل زورب
پل زورب (انگلیسی: Paul Xuereb؛ زادهٔ ۲۱ ژوئیهٔ ۱۹۲۳ – درگذشته ۶ سپتامبر ۱۹۹۴) یک نویسنده و سیاست‌مدار اهل مالت بود.